# Campeonato Uruguaio de Futebol de 2024 – Segunda Divisão
A Segunda División Profesional 2024, também conhecida como Segunda Divisão Uruguaia de 2024 ou 2ª Divisão Profissional do Campeonato Uruguaio de 2024, foi a 117ª edição da competição correspondente à segunda divisão  do futebol uruguaio. A temporada, denominada "100 Años del Club Oriental", começou em 16 de março e terminou em 12 de dezembro de 2024. No total, 14 equipes participaram; os dois primeiros colocados e o vencedor do "mata-mata" de promoção garantiram o acesso à 1ª Divisão Uruguaia. O sorteio da tabela de jogos foi realizado no dia 2 de março de 2024.
O Plaza Colonia sagrou-se campeão, conquistando seu primeiro título da Segunda Divisão, além do acesso à Primeira Divisão, ao derrotar o Oriental por 2–1, em 16 de novembro, na última rodada da temporada regular. O segundo promovido foi o Montevideo City Torque, que venceu o Uruguay Montevideo nos agregado das duas partidas da repescagem pela segunda vaga à divisão de elite. O terceiro e último time promovido foi o Juventud, que conquistou a vaga ao vencer o "mata-mata" de promoção, superando o Uruguay Montevideo na final.

## Regulamento
O sistema de disputa da temporada anterior foi mantido, com início através do Torneo Competencia: um torneio em turno único dividido em dois grupos de 7 equipes cada, em que os vencedores de cada grupo se classificam para a final. O campeão garante uma vaga nos play-offs pelo terceiro acesso à Primeira Divisão, salvo se ao fim da temporada terminar em zona de acesso direto ou rebaixamento direto.
Na segunda parte do campeonato, o sistema de disputa segue o tradicional da Segunda Divisão do Uruguai: uma fase regular em pontos corridos, com dois turnos, todos contra todos. A tabela acumulada definirá o campeão da temporada que sobe diretamente para a Primeira Divisão, já a segunda vaga sai de uma repescagem entre o 2º e 3º lugar na tabela geral. O terceiro acesso será decidido em play-offs entre os 3 times seguintes mais bem colocados mais o perdedor da repescagem.
Os dois rebaixamentos para a Primera División Amateur serão definidos por uma tabela de médias, que considera os pontos conquistados nesta e na temporada anterior — exceto para os clubes que estreiam nesta edição, que começam do zero.

## Fase 1 (Torneo Competencia)
O Torneo Competencia (ou Torneio Competência), batizado de "Héctor Peri", abriu a temporada da segundona uruguaia em 2024. As 14 equipes foram divididas em dois grupos de sete, se enfrentando em turno único dentro de cada chave. Os líderes de cada grupo se garantiram na grande final, e o campeão ainda levou de quebra uma vaga nos play-offs ("mata-mata") de acesso. Curiosamente, o torneio quase não saiu do papel. No começo, os clubes chegaram a bater o martelo para que ele não fosse disputado neste ano. Mas, pouco antes da bola rolar para a temporada, uma nova votação reverteu a decisão e colocou o Torneo Competencia de volta no calendário.

### Classificação
| PS | Clubes             | PTS | J | V | E | D | GP | GC | SG |
| -- | ------------------ | --- | - | - | - | - | -- | -- | -- |
| 1  | Juventud           | 13  | 6 | 4 | 1 | 1 | 10 | 6  | 4  |
| 2  | Albion             | 11  | 6 | 3 | 2 | 1 | 7  | 3  | 4  |
| 3  | Tacuarembó         | 11  | 6 | 3 | 2 | 1 | 8  | 5  | 3  |
| 4  | Oriental de La Paz | 10  | 6 | 3 | 1 | 2 | 11 | 10 | 1  |
| 5  | Uruguay Montevideo | 6   | 6 | 2 | 0 | 4 | 7  | 8  | −1 |
| 6  | La Luz             | 6   | 6 | 2 | 0 | 4 | 2  | 5  | −3 |
| 7  | Sud América        | 3   | 6 | 1 | 0 | 5 | 2  | 10 | −8 |

| PS | Clubes                 | PTS | J | V | E | D | GP | GC | SG |
| -- | ---------------------- | --- | - | - | - | - | -- | -- | -- |
| 1  | Montevideo City Torque | 14  | 6 | 4 | 2 | 0 | 9  | 2  | 7  |
| 2  | Rentistas              | 10  | 6 | 3 | 1 | 2 | 4  | 3  | 1  |
| 3  | Plaza Colonia          | 8   | 6 | 2 | 2 | 2 | 7  | 8  | −1 |
| 4  | Colón                  | 8   | 6 | 2 | 2 | 2 | 5  | 7  | −2 |
| 5  | Cerrito                | 7   | 6 | 1 | 4 | 1 | 4  | 4  | 0  |
| 6  | Cooper                 | 5   | 6 | 1 | 2 | 3 | 6  | 8  | −2 |
| 7  | Atenas de San Carlos   | 3   | 6 | 0 | 3 | 3 | 3  | 6  | −3 |

|  | 0Classificado para a final do Torneio Competência. |

| Critérios de classificação: 1) Pontos, 2) Saldo de gols, 3) Gols marcados, 4) Confronto direto (pontos, saldo de gols e gols marcados). |

| Fonte: AUF (em castelhano) |

### Final
| 4 de maio | Montevideo City Torque | 2 – 0 | Juventud | Estádio Centenário, Montevidéu |  |
|           |                        |       |          |                                |  |

O Montevideo City Torque venceu o Torneo Competencia.

## Fase 2 (Fase regular)
Na fase regular, as 14 equipes se enfrentaram em dois turnos, no sistema de pontos corridos, totalizando 26 rodadas. O desempenho obtido no Torneo Competencia foi carregado para esta fase. Os dois primeiros colocados ao fim da fase regular garantiram o acesso direto para a Primeira Divisão Uruguaia, enquanto os times que terminaram entre o 3º e o 6º lugares avançaram para os play-offs ("mata-mata") de promoção pelo terceira e última vaga na elite.

### Classificação
| PS | Clubes                 | PTS | J  | V  | E  | D  | GP | GC | SG  |
| -- | ---------------------- | --- | -- | -- | -- | -- | -- | -- | --- |
| 1  | Plaza Colonia          | 50  | 26 | 16 | 2  | 8  | 33 | 24 | 9   |
| 2  | Uruguay Montevideo     | 48  | 26 | 14 | 6  | 6  | 32 | 13 | 19  |
| 3  | Colón                  | 44  | 26 | 12 | 8  | 6  | 38 | 20 | 18  |
| 4  | Montevideo City Torque | 40  | 26 | 11 | 7  | 8  | 34 | 29 | 5   |
| 5  | Cerrito                | 39  | 26 | 12 | 3  | 11 | 28 | 30 | −2  |
| 6  | Juventud               | 37  | 26 | 11 | 4  | 11 | 26 | 32 | −6  |
| 7  | Rentistas              | 35  | 26 | 8  | 11 | 7  | 28 | 23 | 5   |
| 8  | Oriental de La Paz     | 34  | 26 | 9  | 7  | 10 | 28 | 31 | −3  |
| 9  | Albion                 | 33  | 26 | 8  | 9  | 9  | 25 | 29 | −4  |
| 10 | Atenas de San Carlos   | 31  | 26 | 8  | 7  | 11 | 23 | 35 | −12 |
| 11 | La Luz                 | 29  | 26 | 7  | 8  | 11 | 26 | 29 | −3  |
| 12 | Sud América            | 28  | 26 | 6  | 10 | 10 | 26 | 32 | −6  |
| 13 | Cooper                 | 28  | 26 | 6  | 10 | 10 | 21 | 27 | −6  |
| 14 | Tacuarembó             | 21  | 26 | 5  | 6  | 15 | 20 | 34 | −14 |

| PS | Clubes                 | J  | PTS | Média |
| -- | ---------------------- | -- | --- | ----- |
| 1  | Plaza Colonia          | 32 | 58  | 1,813 |
| 2  | Uruguay Montevideo     | 64 | 110 | 1,719 |
| 3  | Montevideo City Torque | 32 | 54  | 1,688 |
| 4  | Colón                  | 32 | 52  | 1,625 |
| 5  | Juventud               | 64 | 101 | 1,578 |
| 6  | Rentistas              | 64 | 92  | 1,438 |
| 7  | Oriental de La Paz     | 64 | 91  | 1,422 |
| 8  | Cerrito                | 64 | 87  | 1,359 |
| 9  | Albion                 | 64 | 85  | 1,328 |
| 10 | Atenas de San Carlos   | 64 | 74  | 1,156 |
| 11 | Tacuarembó             | 64 | 71  | 1,109 |
| 12 | La Luz                 | 32 | 35  | 1,094 |
| 13 | Cooper                 | 32 | 33  | 1,031 |
| 14 | Sud América            | 64 | 57  | 0,891 |

|  | 0Campeão da temporada e promovido para a Primera División (primeira divisão). |
|  | 0Classificado para a repescagem pelo 2º acesso.                               |
|  | 0Classificado para o "mata-mata" pelo 3º acesso.                              |
|  | 0Rebaixado para a Primera División Amateur (terceira divisão).                |

| Critérios de classificação: 1) Pontos, 2) Saldo de gols, 3) Gols marcados, 4) Confronto direto (pontos, saldo de gols e gols marcados). |

| Fonte: AUF (em castelhano) |

### Repescagem pelo 2º acesso
| 19 de novembro IDA | Montevideo City Torque | 0 – 0 | Uruguay Montevideo | Parque Alfredo Víctor Viera, Montevidéu |  |
|                    |                        |       |                    |                                         |  |

| 26 de novembro VOL | Uruguay Montevideo | 1 – 3 (pro.) | Montevideo City Torque | Parque Capurro, Montevidéu |  |
|                    |                    |              |                        |                            |  |

O Montevideo City Torque venceu por 4–1 no agregado.

### "Mata-mata" pelo 3º acesso

#### Semifinal
| 30 de novembro S1–IDA | Cerrito | 2 – 2 | Uruguay Montevideo | Parque Maracaná, Montevidéu |  |
|                       |         |       |                    |                             |  |

| 4 de dezembro S1–VOL | Uruguay Montevideo | 3 – 1 | Cerrito | Parque Capurro, Montevidéu |  |
|                      |                    |       |         |                            |  |

O Uruguay Montevideo venceu por 5–3 no agregado.
| 29 de novembro S2–IDA | Juventud | 0 – 1 | Colón | Parque Artigas, Las Piedras |  |
|                       |          |       |       |                             |  |

| 4 de dezembro S2–VOL | Colón | 0 – 3 | Juventud | Parque Palermo, Montevidéu |  |
|                      |       |       |          |                            |  |

O Juventud venceu por 3–1 no agregado.

#### Final
| 8 de dezembro IDA | Juventud | 2 – 0 | Uruguay Montevideo | Parque Artigas, Las Piedras |  |
|                   |          |       |                    |                             |  |

| 12 de dezembro VOL | Uruguay Montevideo | 1 – 1 | Juventud | Parque Capurro, Montevidéu |  |
|                    |                    |       |          |                            |  |

O Juventud venceu por 3–1 no agregado e foi promovido à Primeira Divisão Profissional.